# Стівен Ван Евера
Стівен Вільям Ван Евера (нар. 10 листопада 1948) — професор політології в Массачусетському технологічному інституті, що спеціалізується в галузі міжнародних відносин. Його дослідження включають в себе зовнішню і національну політики в галузі безпеки США і причини запобігання війни. Член Ради з міжнародних відносин.

## Біографія
Ван Евера отримав ступінь бакалавра в Гарвардському університеті і докторський ступінь в галузі політології в Каліфорнійському університеті в Берклі. У 1980-х він був головним редактором журналу Міжнародна Безпека.

Ван Евера є автором Причини війни: сила і коріння конфлікту (Cornell, 1999). Він також є редактором Ядерна дипломатії і управління в кризових ситуаціях (1990), Радянська військова політика (1989), Полеміка зоряних війн (1986).

## Наукова робота
Ван Евера вважається оборонним реалістом, що відноситься до структурного реалізму 

### Теорія Наступ-Оборона
У причинах війни: сила і коріння конфлікту, Стівен запропонував теорію Наступ-Оборона, яка намагається виявити, які фактори підвищують ймовірність війни. Він виділяє три основні гіпотези:
1. Війна буде більш поширеною тоді  коли завоювання легші, ніж в інші періоди.
2. Держави, які мають або вважають, що вони мають великі військові можливості чи оборонні уразливості ініціюватимуть війну або ж боротимуться більше, ніж інші держави.
3. Реальні приклади істинних дисбалансів є рідкісними і пояснють лише незначну частину історії. Проте, хибні уявлення цих факторів є загальними і, таким чином, пояснюють всю історію.
Причини Першої Світової війни забезпечили хороший приклад теорії Ван Евери в дії. Хоча позиційна війна, отруйний газ, а також розвиток кулеметної і авіаційної підтримки означав, що оборонні стратегії повинні взяти гору, багато європейських країн перебували під ілюзію, що завоювання було легким чи, що вони були цінними. Ця омана привела до тривалого, кривавого конфлікту. Недавнє обговорення в теорії міжнародних відносин відкликає ідею пояснення спалаху Першої Світової війни з правопорушенням оборони балансу.

## Рекомендації
1. ↑  Catalog of the German National Library
2. ↑  http://www.cfr.org/about/membership/roster.html?letter=V